# 宇久須
宇久須（うぐす）は、静岡県賀茂郡西伊豆町の地名である。郵便番号は410-3501。

## 概要
静岡県賀茂郡西伊豆町の北部に位置する。

## 地理

### 河川
- 赤川
- 宇久須川
- 大久須川
- 飛島川
- 深田川
- 河原山川

### 地価
住宅地の地価は、2022年（令和4年）7月1日の公示地価によれば、2万8060円/m2となっている。

## 歴史

### 神社・寺院
- 宇久須神社
- 神田神社
- 月原神社
- 別所神社
- 明泉寺
- 日蓮宗 法雲寺

## 交通

### 道路
一般国道
- 国道136号

主要地方道
- 静岡県道59号伊東西伊豆線

一般県道
- 静岡県道410号仁科峠宇久須線

### 港湾
- 宇久須港

## 名所・旧跡・観光スポット

### 海水浴場
- 深田クリスタルビーチ
- 宇久須海水浴場
- 黄金崎海水浴場

### キャンプ場
- 宇久須キャンプ場
- キャンプ黄金崎

## 学校・教育

### 小学校
- 西伊豆町立賀茂小学校

### 中学校
- 西伊豆町立賀茂中学校

## 産業

### 工業
- 株式会社辰和 静岡工場
- 藤井瓦店

### 商業
- セブン-イレブン 西伊豆賀茂店